# 1957 no cinema

## Principais filmes estreados
- 12 Angry Men, de Sidney Lumet, com Henry Fonda, Martin Balsam e Lee J. Cobb
- 3:10 to Yuma, de Delmer Daves, com Glenn Ford
- An Affair to Remember, de Leo McCarey, com Cary Grant e Deborah Kerr
- Bitter Victory, de Nicholas Ray, com Richard Burton e Curd Jürgens
- The Bridge on the River Kwai, de David Lean, com William Holden e Alec Guinness
- Designing Woman, de Vincente Minnelli, com Gregory Peck e Lauren Bacall
- Desk Set, de Walter Lang, com Spencer Tracy e Katharine Hepburn
- Donzoko, de Akira Kurosawa, com Toshirô Mifune
- Edge of the City, de Martin Ritt, com John Cassavetes, Sidney Poitier e Jack Warden
- The Enemy Below, de Dick Powell, com Robert Mitchum e Curd Jürgens
- A Face in the Crowd, de Elia Kazan, com Patricia Neal, Anthony Franciosa e Walter Matthau
- Funny Face, de Stanley Donen, com Audrey Hepburn e Fred Astaire
- Les Girls, de George Cukor, com Gene Kelly e Mitzi Gaynor
- Il grido, de Michelangelo Antonioni, com Alida Valli
- Island in the Sun, de Robert Rossen, com James Mason, Harry Belafonte, Joan Fontaine, Joan Collins, Dorothy Dandridge e Michael Rennie.
- Gunfight at the O.K. Corral, de John Sturges, com Burt Lancaster, Kirk Douglas e Jo Van Fleet
- Heaven Knows, Mr. Allison, de John Huston, com Deborah Kerr e Robert Mitchum
- The Incredible Shrinking Man, de Jack Arnold
- Kanal, de Andrzej Wajda
- A King in New York, de e com Charles Chaplin
- Kumonosu-jô, de Akira Kurosawa, com Toshirô Mifune
- Letyat zhuravli, de Mikhail Kalatozov
- Love in the Afternoon, de Billy Wilder, com Gary Cooper, Audrey Hepburn e Maurice Chevalier
- Man of a Thousand Faces, de Joseph Pevney, com James Cagney e Dorothy Malone
- Le notti bianche, de Luchino Visconti, com Marcello Mastroianni
- Le notti di Cabiria, de Federico Fellini, com Giulietta Masina
- Pal Joey, de George Sidney, com Rita Hayworth, Frank Sinatra e Kim Novak
- Paths of Glory, de Stanley Kubrick, com Kirk Douglas e Adolphe Menjou
- The Prince and the Showgirl, de e com Laurence Olivier e com Marilyn Monroe
- Raintree County, de Edward Dmytryk, com Montgomery Clift, Elizabeth Taylor, Eva Marie Saint, Lee Marvin e DeForest Kelley
- Run of the Arrow, de Samuel Fuller, com Rod Steiger, Sara Montiel, Brian Keith e Charles Bronson
- Sayonara, de Joshua Logan, com Marlon Brando, Ricardo Montalbán e Martha Scott
- Silk Stockings, de Rouben Mamoulian, com Fred Astaire, Cyd Charisse e Peter Lorre
- Det sjunde inseglet, de Ingmar Bergman, com Max von Sydow, Gunnar Björnstrand e Bibi Andersson
- Smultronstället, de Ingmar Bergman, com Victor Sjöström, Ingrid Thulin, Gunnar Björnstrand e Bibi Andersson
- The Spirit of St. Louis, de Billy Wilder, com James Stewart
- The Sun Also Rises, de Henry King, com Tyrone Power, Ava Gardner, Mel Ferrer e Errol Flynn
- Sweet Smell of Success, de Alexander Mackendrick, com Burt Lancaster e Tony Curtis
- Tikhiy Don, de Sergei Gerasimov
- The Tin Star, de Anthony Mann, com Henry Fonda e Anthony Perkins
- Tôkyô boshoku, de Yasujiro Ozu
- The True Story of Jesse James, de Nicholas Ray, com Robert Wagner, Jeffrey Hunter e Agnes Moorehead
- Wild Is the Wind, de George Cukor, com Anna Magnani, Anthony Quinn e Anthony Franciosa
- The Wings of Eagles, de John Ford, com John Wayne e Maureen O'Hara
- Witness for the Prosecution, de Billy Wilder, com Tyrone Power, Marlene Dietrich e Charles Laughton

## Nascimentos
| Data            | Nome                | Profissão                                | Nacionalidade           | Observações | Ref |
| --------------- | ------------------- | ---------------------------------------- | ----------------------- | ----------- | --- |
| 15 de janeiro   | Sogo Ishii          | cineasta                                 | Japão                   |             |     |
| 27 de janeiro   | Frank Miller        | autor de banda desenhada e roteirista    | Estados Unidos          |             |     |
| 7 de fevereiro  | Dênis Derkian       | ator                                     | Brasil                  |             |     |
| 18 de fevereiro | Christiane Torloni  | atriz                                    | Brasil                  |             |     |
| 28 de fevereiro | John Turturro       | ator                                     | Estados Unidos          |             |     |
| 15 de março     | Joaquim de Almeida  | ator                                     | Portugal                |             |     |
| 20 de março     | Spike Lee           | diretor, produtor, roteirista e ator     | Estados Unidos          |             |     |
| 20 de março     | Theresa Russell     | atriz                                    | Estados Unidos          |             |     |
| 29 de março     | Christopher Lambert | ator                                     | Estados Unidos / França |             |     |
| 30 de março     | Paul Reiser         | ator                                     | Estados Unidos          |             |     |
| 4 de abril      | Aki Kaurismäki      | cineasta                                 | Finlândia               |             |     |
| 18 de abril     | Cissa Guimarães     | atriz                                    | Brasil                  |             |     |
| 19 de abril     | Ge You              | ator                                     | China                   |             |     |
| 29 de abril     | Daniel Day-Lewis    | ator                                     | Reino Unido / Irlanda   |             |     |
| 21 de maio      | Judge Reinhold      | ator                                     | Estados Unidos          |             |     |
| 23 de junho     | Frances McDormand   | atriz                                    | Estados Unidos          |             |     |
| 6 de julho      | Lauro Corona        | ator                                     | Brasil                  | m. 1989     |     |
| 8 de julho      | Françoise Forton    | atriz                                    | Brasil                  |             |     |
| 9 de julho      | Kelly McGillis      | atriz                                    | Estados Unidos          |             |     |
| 13 de julho     | Cameron Crowe       | cineasta                                 | Estados Unidos          |             |     |
| 23 de julho     | Theo van Gogh       | cineasta                                 | Países Baixos           | m. 2004     |     |
| 26 de Julho     | Yuen Biao           | ator                                     | Reino Unido (Hong Kong) |             |     |
| 9 de agosto     | Melanie Griffith    | atriz                                    | Estados Unidos          |             |     |
| 18 de agosto    | Carole Bouquet      | atriz                                    | França                  |             |     |
| 12 de setembro  | Rachel Ward         | atriz                                    | Reino Unido             |             |     |
| 21 de setembro  | Ethan Coen          | cineasta                                 | Estados Unidos          |             |     |
| 12 de outubro   | Sérgio Mallandro    | ator, cantor e apresentador de televisão | Brasil                  |             |     |
| 27 de outubro   | Tsai Ming-Liang     | cineasta                                 | Malásia / Taipé Chinesa |             |     |
| 29 de outubro   | Dan Castellaneta    | ator e dublador                          | Estados Unidos          |             |     |
| 6 de novembro   | Lori Singer         | atriz                                    | Estados Unidos          |             |     |
| 9 de dezembro   | Donny Osmond        | cantor, ator, apresentados               | Estados Unidos          |             |     |

## Mortes
| Data          | Nome                    | Profissão            | Nacionalidade            | Observações | Ref |
| ------------- | ----------------------- | -------------------- | ------------------------ | ----------- | --- |
| 14 de janeiro | Humphrey Bogart         | ator                 | Estados Unidos           | n. 1899     |     |
| 5 de março    | William Cameron Menzies | cenógrafo e cineasta | Estados Unidos           | n. 1896     |     |
| 12 de maio    | Erich von Stroheim      | diretor e ator       | Áustria / Estados Unidos | n. 1885     |     |
| 29 de maio    | James Whale             | realizador           | Estados Unidos           | n. 1889     |     |
| 7 de agosto   | Oliver Hardy            | ator e comediante    | Estados Unidos           | n. 1892     |     |